# Békés (ciudad)
Békés es una ciudad (en húngaro: "város") en el condado de Békés, en Hungría. Se encuentra a unos 10 km al norte de Békéscsaba, la capital del condado, y a unos 190 km al este de Budapest, la capital del país.

## Ciudades hermanadas
La ciudad de Békés está hermanada con:
- Gheorgheni, Rumanía (1993)
- Novi Itebej, Serbia (2006)